# 吴龑
吴龑（yǎn）（1989年1月7日—），是一名中国足球教练、前足球运动员，球员时代司职守门员。

## 俱乐部生涯
吴龑出生于江苏省江都县（现扬州市江都区），早期在广州太阳神明日之星足球学校和高丰文足球学校接受职业足球训练。
2005年进入中国足球超级联赛球队武汉光谷梯队，并在2007年被提升进入一队，担任第四门将。但是武汉光谷在2008赛季下半程因退赛事件而被中国足协取消注册资格，吴龑进入了以武汉U-19梯队为基础新组建的湖北绿茵足球俱乐部。
在2009赛季，他担任球队的主力门将，为球队在赛季参加的13场比赛出场10次，并力保球门不失，其中包括半决赛和杭州三超的两回合升级战，帮助球队升级到中甲联赛。 在球队的三赛季的中甲联赛中，他一直是球队主力，在2012赛季联赛保持全勤，打满30场比赛2700分钟，帮助武汉卓尔以联赛亚军的成绩升级成功。
2015年1月，吴龑转会加盟中超球队河南建业。